# حزب الشعب المحافظ
حزب الشعب المحافظ (بالبولندية: Stronnictwo Konserwatywno-Ludowe)‏ هو حزب سياسي بولندي، أسس في 1997، وحل في 2003، يقع مقره في وارسو.

## أعضاء بارزون
- كود سباركل
- تحديث القائمة

- بافل أداموفيتش (1997 - 2001)
- ألكسندر دولكيفيتش
- Stanisław Gawłowski
- Krzysztof Oksiuta
- Marek Zagórski
- Piotr Polmański
- Jarosław Obremski
- Małgorzata Rohde
- Jacek Janiszewski
- Krzysztof Kamiński